# Pelobatrachus nasutus
La rana nasuta (Pelobatrachus nasutus Schlegel, 1858) è un anfibio anuro appartenente alla famiglia Megophryidae.

## Tassonomia
Fino al 2021 era considerato come appartenente al genere Megophrys, prima di essere spostato al genere Pelobatrachus.

## Distribuzione e habitat
La specie è diffusa in Thailandia, Malaysia, Indonesia e Brunei, nelle foreste pluviali a clima tropicale, specie quelle montane.

## Stato di conservazione
Megophrys nasuta è considerata dalla IUCN Red List una specie a basso rischio (Least Concern).